# Xã Copeland, Quận Gray, Kansas
Xã Copeland (tiếng Anh: Copeland Township) là một xã thuộc quận Gray, tiểu bang Kansas, Hoa Kỳ. Năm 2010, dân số của xã này là 552 người.